# Ilesite
La ilesite è un minerale appartenente al gruppo della rozenite.